# Pitcairnia brevicalycina
Pitcairnia brevicalycina är en gräsväxtart som beskrevs av Carl Christian Mez. Pitcairnia brevicalycina ingår i släktet Pitcairnia och familjen Bromeliaceae. Inga underarter finns listade i Catalogue of Life.